# Bani (Pangasinan)
Bani ist eine Stadtgemeinde in der philippinischen Provinz Pangasinan und grenzt im Osten an den Golf von Lingayen sowie im Westen an das restliche Südchinesische Meer.
In Bani werden 15 verschiedene Sprachen gesprochen, wobei der größte Bevölkerungsteil Ilokano spricht. Das Gelände ist sehr flach und erreicht bis zu 130 Meter über NN.
Bani ist in folgende 27 Baranggays aufgeteilt:
| - Ambabaay - Aporao - Arwas - Ballag - Banog Norte - Banog Sur - Calabeng - Centro Toma - Colayo - Dacap Norte - Dacap Sur - Garrita - Luac - Macabit | - Masidem - Poblacion - Quinaoayanan - Ranao - Ranom Iloco - San Jose - San Miguel - San Simon - San Vicente - Tiep - Tipor - Tugui Grande - Tugui Norte |